# Louisa, een woord van liefde
Louisa, een woord van liefde is een kostuumfilm uit 1972 van de Belgische regisseurs Paul Collet en Pierre Drouot. De film speelt zich af vlak voor het uitbreken van de Eerste Wereldoorlog, in mei 1914. De film duurt 109 minuten en is geproduceerd door Concorde Film en Showking Films. Beide bedrijven gingen een aantal jaren later failliet.

## Het verhaal
Vlak voor het uitbreken van de Eerste Wereldoorlog vlucht de kleine Isabelle midden in de nacht uit het weeshuis. In het bos ontmoet zij twee mannen: Pierre en Paul.
Pierre en Paul zijn twee vrijbuiters die hun brood verdienen als entertainers op feesten. Zij zijn ingehuurd om het verlovingsfeest van Louisa, de dochter van de graaf die tegen haar zin wordt uitgehuwelijkt, op te vrolijken. Paul en Pierre nemen Isabelle mee.
Louisa is een levenslustige jonge vrouw. Helaas groeit zij op in het verkeerde milieu. Louisa groeit op in een gouden kooi met haar rijke vader en het personeel. Louisa wordt uitgehuwelijkt tegen haar zin. Haar vader koos Charles voor haar uit, een ondankbare man die enkel oog heeft voor Louisa's adellijke achtergrond en haar respectloos behandelt.
Op de dag van het verlovingsfeest, net als Louisa alle hoop opgeeft, komt het geluk letterlijk uit de lucht vallen. Pierre en Isabelle komen per luchtballon op het landgoed aan. Louisa is al snel geïnteresseerd in het door haar vader ingehuurde gezelschap. Even later sluit ook Paul zich aan.
Louisa ontvlucht haar verstikkende omgeving om een vrij leven te leiden met Paul, Pierre en Isabelle. Dit brengt spanningen met zich mee wanneer beide mannen op haar verliefd blijken. Louisa verdeelt echter haar liefde over beiden in een ménage à trois. De oorlog komt echter dichterbij en uiteindelijk sterft Louisa door strijdgassen.

## Rolverdeling

### Hoofdrollen
| Acteur                | Personage |
| --------------------- | --------- |
| Willeke van Ammelrooy | Louisa    |
| Roger Van Hool        | Paul      |
| André van den Heuvel  | Pierre    |
| Alison Macro          | Isabelle  |

### Nevenrollen
| Acteur            | Personage        |
| ----------------- | ---------------- |
| Lo van Hensbergen | Deschamps        |
| Joris Collet      | Ivan             |
| Jet Naessens      | Mevrouw Cluytens |
| Paul S'Jongers    | boer             |
| Martha Dewachter  | boerin           |
| Hugo Metsers      | Charles          |
| Denise Zimmerman  | Paulette         |
| Cara van Wersch   | gaste            |
| Annelies Vaes     | Lucie            |

## Wetenswaardigheden
Hoofdrolspeelster Willeke van Ammelrooy zorgde ervoor dat haar man Leendert Janzee een kleine rol kreeg in deze film. In oktober 1972 pleegde hij zelfmoord en liet hij zijn gezin achter.
Zangeres Ann Christy zong het themalied van deze film, op tekst van Ke Riema.